# 里板口岸
22°49′10″N 106°49′6″E / 22.81944°N 106.81833°E
里板口岸，是越南高平省下琅县的一个边境口岸。与该口岸相接的是中国广西大新县的硕龙口岸。